# Milano-Modena 1936
La Milano-Modena 1936, ventisettesima edizione della corsa, si svolse il 27 settembre 1936 su un percorso di 210 km con partenza a Rogoredo e arrivo a Modena. Fu vinta dall'italiano Aldo Bini, che completò il percorso in 4h52'00", alla media di 43,151 km/h, precedendo, in una classifica finale stilata a punti, i connazionali Giuseppe Olmo e Tolmino Gios. Conclusero la prova, organizzata dall'U.C. Modenese e aperta a professionisti e indipendenti, 24 dei 37 ciclisti al via.

## Percorso
Dopo il via da Rogoredo, poco fuori Milano, la corsa, interamente pianeggiante, attraversò Tavazzano, Lodi (km 27), Casalpusterlengo, Piacenza (km 63, sede di traguardo a punti), Pontenure, Alseno, Fidenza (km 100), Parma (km 122, sede di traguardo a punti) e Reggio Emilia, per giungere infine al velodromo di Piazza d'Armi a Modena. Qui i ciclisti dovettero affrontare 25 giri di pista, disputandosi cinque traguardi a punti (uno ogni cinque giri), incluso quello finale con punteggi doppi.

## Classifica finale (Top 10)
| Pos. | Corridore          | Squadra | Punti |
| ---- | ------------------ | ------- | ----- |
| 1    | Aldo Bini          | Bianchi | 31    |
| 2    | Giuseppe Olmo      | Bianchi | 23    |
| 3    | Tolmino Gios       | -       | 11    |
| 4    | Giovanni Cazzulani | Gloria  | 10    |
| 5    | Nino Borsari       | Ganna   | 8     |
| 6    | Walter Generati    | Fréjus  | 6     |
| 7    | Francesco Albani   | -       | 5     |
| 7    | Maggiorino Grosso  | -       | 5     |
| 9    | Angelo Varetto     | Gloria  | 4     |
| 10   | Mario Valle        | -       | 3     |